# Еконія
«Еконія» — підприємство з виробництва питної води та дитячого харчування. Заснована у 2008 року, має представництва в Словаччині та на Кіпрі. Керівник і засновник — Ірина Варагаш.

## Історія
- 1996 — створення компанії «Аква-Еко», підприємства з виробництва мінеральної води «Трускавецька»[2][3]
- 2001 — початок виробництва води для дитячого харчування ТМ «Малятко»[4][5]
- 2007 — відокремлення ТМ «Малятко» в окрему компанію[6]
- 2008 — створення компанії «Еконія»[7] та будівництво заводу в Золотоноші[8]
- 2009 — запуск брендів: спеціалізованої води для підлітків «TeanTeam»[9], дитячої води «Аквуля»[10], води «Чистий ключ», води «Чайкава»[11], розвиток дистриб'ютерської мережі.
- 2011 — початок співпраці з НАТО, військами Канади.[12][6]
- 2011—2012 — отримання ISO 22000 (HACCP)[13]
- 2014 — відкриття офісу у Словаччині.[6]
- 2013—2016 — отримання ISO 9001[14], випуск йодованої води «Йodo»[15], початок виробництва дитячого харчування «Малятко»[6]
- 2019 — випуск питної води ТМ «Divo Voda»[16]

## Асортимент

### Дитяче харчування
- ТМ «Малятко» — дитячі соки (скляна тара та Tetra Pak), печиво, каші, пюре (скляна тара та pouch-пакування), вода (номінали: 0.33 л, 1.5 л, 5 л).
- ТМ «Аквуля» — негазована дитяча вода від народження для пиття та приготування дитячого харчування. Номінали: 0.5 л, 2 л, 6 л.

### Питна вода
- ТМ «ЙОDО» — питна вода для щоденного вживання із додаванням йоду. Номінали: 0.5 л, 1.5 л.
- ТМ «DIVO VODA» — питна вода. Номінали: 0,7 л, 1.2 л.
- ТМ «Чистий Ключ» — питна вода. Номінали: 0.5 л, 1.5 л, 6 л.

## Виробництво

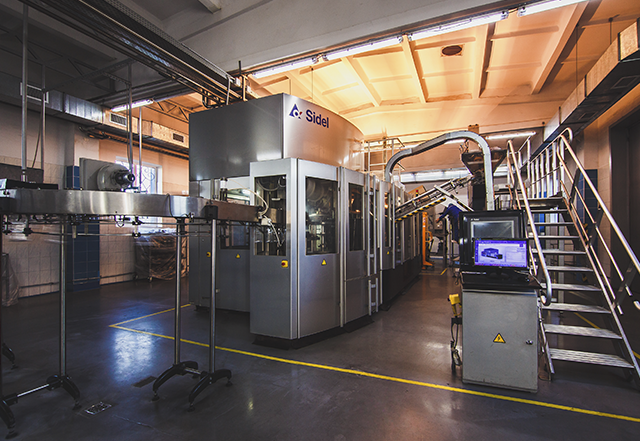
Лінія розливу питної води

Компанія має виробництво питної води та дитячого харчування у Золотоноші Черкаської обл. за адресою вул. Шевченка, 24а.
Виробництво має дві свердловини глибиною 50 м та 52 м.

## Нагороди
- «Вибір року» (2010[17], 2011[18])

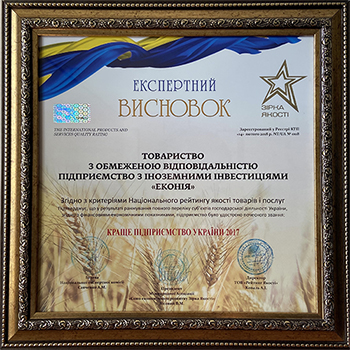
Нагорода «Найкраще підприємство України 2017»

- «Краще підприємство України» від Національного рейтингу якості товарів і послуг «Зірка якості[19]» (2017)
- 2017 — пюре «Морква-гарбуз-яблуко» отримало нагороду «найкраще фруктово-овочеве пюре» від Бейбі Хіт Gold[20]